# Husát járás
Husát járás (mongol nyelven: Хушаат сум) Mongólia Szelenga tartományának egyik járása. Területe 2300 km². Népessége kb. 1700 fő.
Székhelye Enhtal (Энхтал), mely 105 km-re fekszik Szühebátor tartományi székhelytől.